# Paralampona cobon
Paralampona cobon là một loài nhện trong họ Lamponidae. Loài này được phát hiện ở Victoria.